# Bahía de Tumbes
La bahía de Tumbes es una bahía poco profunda del Perú, situada en el litoral del departamento de Tumbes, en el extremo noroccidental del país, junto a la frontera con el Ecuador. Este amplio entrante del océano Pacífico forma parte del golfo de Guayaquil. Se encuentra localizada aproximadamente a 10 km en línea recta al noroeste de la ciudad de Tumbes, en torno a los 3° 28’ latitud S y 80° 23’ longitud O. Baña el litoral de la provincia de Zarumilla y una pequeña porción del litoral de la provincia de Tumbes.

## Descripción geográfica
La bahía de Tumbes se extiende a lo largo de unos 22,5 kilómetros aproximadamente en dirección suroeste entre la punta Capones, al norte, y la punta Malpelo, al sur. Presenta profundidades menores a los 18 metros dentro de los 8 km de la costa. Al extremo suroeste de la bahía desemboca el río Tumbes; la boca Malpelo constituye la descarga más occidental del río y se encuentra situada en la punta Malpelo; este río llega al mar por varios brazos que producen igual número de barras, en cuyas proximidades rompe el mar en cualquier estado de la marea. La bahía se encuentra en un área geográfica fuertemente influenciada por aguas tropicales ecuatoriales, donde las temperaturas del mar durante el año fluctúan normalmente entre 23,7 °C y 28,3 °C.
La baja planicie costera de la bahía ofrece desde el mar un aspecto uniforme de playas de arena con una vegetación predominante de manglares, a modo de selva inaccesible. Esta vegetación puebla toda la rivera del delta Tumbes – Zarumilla, hasta unos pocos kilómetros al sur de Punta Malpelo, donde se encuentra la desembocadura del brazo secundario del río Tumbes. Su riqueza natural, tanto en lo que se refiere a fauna como a flora, ha impulsado el turismo. La principal localidad levantada en las inmediaciones de la bahía es Puerto Pizarro, cuyos habitantes viven de la abundante pesca que ofrecen sus aguas. 
Hacia el este de Puerto Pizarro se encuentran la isla del Amor, la isla El Tanque, la isla de La Culebra y una pequeña isla conocida por los lugareños con el nombre de Las Almejas, así como también las playas El Bendito, Jelí y Cherrez. En el litoral norte de la bahía se encuentra el Santuario nacional Manglares de Tumbes, zona de manglares y canales, famosa porque constituyen un refugio para el cocodrilo de Tumbes (Crocodylus acutus) o cocodrilo americano, especie que se encuentra en vía de extinción.

## Diversidad biológica
La bahía de Tumbes se encuentra dentro de la Provincia biogeográfica Panameña, lo cual determina una especial composición y distribución especiológica, expresada en una rica biodiversidad. En esta bahía se han identificado bancos naturales de invertebrados marinos, donde los moluscos y crustáceos son los grupos taxonómicos más representativos. Las comunidades que presentan una considerable abundancia poblacional son palabritas (Donax dentifer, Donax peruvianus y Donax asper), muy muy (Emerita rathbunae), caracol (Olivella columellaris), caracol cónico (Mazatlania fulgurata), además de un pequeño banco de concha (Chione amathusia) y concha rayada (Chione subrugosa) en Puerto Pizarro. En esta bahía también se han encontrado bancos naturales de bivalvos, conformado principalmente por dos especies de Tellina spp, y en menor proporción por Chione amathusia, Eucrassatella gibbosa y Trachycardium procerum, estos bancos están asociadas a fondos mayoritariamente fangosos; predominando en el bentos el Hemipholis gracilis.
La bahía es frecuentada por una numerosa flota artesanal proveniente de Puerto Pizarro, La Cruz, Zorritos y Acapulco, pues la diversidad marina presente en la bahía da soporte a la pesca artesanal que se realiza a lo largo de todo su litoral. Toda esta singular riqueza está representada por 63 especies de peces, de las cuales el carapachudo (Pronotogrammus multifasciatus), cágalo (Paralabrax humeralis), peje blanco (Caulolatilus affinis), congrio rosado (Brotula clarkae), cojinoba mocosa (Schedophilus haedrichi) y Cachema (Cynoscion analis), son las más abundantes. Otro objetivo de pesca son los langostinos (Litopenaeus spp y Farfantepenaeus spp).